# قطعنامه ۱۱۶۲ شورای امنیت
قطعنامه ۱۱۶۲ شورای امنیت سازمان ملل متحد که در تاریخ ۱۷ آوریل ۱۹۹۸ تصویب شد، سندی بین‌المللی دربارهٔ بررسی وضعیت در سیرالئون است. این قطعنامه طی نشست ۳۸۷۲ام با ۱۵ رای موافق، ۰ مخالف و ۰ ممتنع تصویب شد.